# ریکا راینیش
ریکا راینیش (به آلمانی: Rica Reinisch) ورزشکار زن رشتهٔ شنا اهل کشور آلمان شرقی است. وی در بین سال‌های ‎۱۹۸۰ میلادی در مسابقات بازی‌های المپیک تابستانی در مجموع ۳ مدال طلا را کسب کرد.